# Manon Pulver
 (septembre 2015).
Si vous disposez d'ouvrages ou d'articles de référence ou si vous connaissez des sites web de qualité traitant du thème abordé ici, merci de compléter l'article en donnant les références utiles à sa vérifiabilité et en les liant à la section « Notes et références ».
Manon Pulver, née à Genève, est une dramaturge suisse active au théâtre ainsi qu'à l'opéra (Deutsche Oper Berlin) et à la télévision.

## Biographie
Après des études de cinéma à Paris, elle se forme d’abord comme dramaturge à Berlin, avant de devenir assistante de réalisation pour des documentaires de la télévision allemande.
Elle a également travaillé pour la radio (Radio Cité, RSR), et pour différents médias (Le Temps, Largeur.com). De 2002 à 2007 elle a exercé la fonction de collaboratrice artistique à la Comédie de Genève auprès de la directrice et metteure en scène Anne Bisang, poste qu’elle a aussi occupé en 1998 auprès de Bernard Meister au théâtre du Grütli.

## Pièces de théâtre
- Un avenir heureux, création janvier 2014 au Théâtre du Grütli. Mise en scène : Nathalie Cuenet[6],[7]
- Splendor in the Grass (co-écriture avec Valérie Poirier), création 2011 Conservatoire d’art dramatique Genève. Mise en scène : Anne-Marie Delbart
- À découvert, création 2012 Théâtre de la Comédie, Genève[8]  Réédition aux éditions kazalma 2012, Éditions Campiche Collection Enjeux no 8 / 2009
- Le vent chantait sur l'Atlantique, création: 2010. Mise en scène : Marie Vayssière
- Au bout du rouleau, création: 2007. Mise en scène : Daniel Wolf[9]  Réédition aux éditions kazalma 2012 Éditions Campiche, Collection Enjeux no 1 Reprises en 2009 et 2011
- Les Surprises de l'intermittence, d’après Marivaux, création: 2005. Mise en scène : André Steiger
- Pour une absente, création: 2001. Mise en scène : Geneviève Guhl
- L'Étang sale ou On ne s'en sortira pas vivants, écriture et mise en lecture : 1997
- Augustine de Villeblanche ou le Bal contrarié, d’après Sade, création: 1994. Mise en scène : Violaine Llodra